# 陈景三
陈景三（1918年—2017年11月16日），山东益都（今青州）人，中国人民解放军将领。

## 生平
1937年，参加益都县抗日救亡团。1938年，加入中国共产党。抗日战争时期，参加了利津战役、浦滨战役等。第二次国共内战期间，历任副团长、团长、副师长兼参谋长，参加了商河战役、德州战役、陇海战役、宛东战役、宛西战役、睢杞战役、济南战役、淮海战役、渡江战役、上海战役、邹平战役、汶上战役等。中华人民共和国成立后，他历任师长、军司令部参谋长、第28军副军长兼司令部参谋长、福州军区司令部副参谋长等职，参加了闽北战役、平潭岛战役、南日岛战役等。1955年，被授予大校军衔，曾荣获二级独立自由勋章、二级解放勋章和独立功勋荣誉章。此外担任第六届全国人大代表。2017年11月16日，在福州逝世，享年99岁。